# Anthony Wonsey
Anthony Wonsey (* 1972 in Chicago) ist ein US-amerikanischer Jazz-Pianist. 

## Leben und Wirken
Wonsey hatte Klavierstunden bei seiner Mutter, einer klassisch ausgebildeten Pianistin; später studierte er am Berklee College of Music, wo er 1994  graduierte. Er zog dann nach Boston und arbeitete dort u. a. mit Roy Hargrove und Antonio Hart. Später spielte er in den Bands von Carl Allen, Vincent Herring, Curtis Lundy, Buster Williams, Clark Terry, Elvin Jones und Nicholas Payton; außerdem arbeitete er mit eigenen Formationen. 1995 entstand sein erstes Album unter eigenem Namen, Anthonyology, mit Carl Allen und Christian McBride, gefolgt von Another Perspective auf dem Evidence Label. In erweiterter Besetzung entstand 1998 mit Nicholas Payton und Ron Blake das Album Open the Gates für das Criss Cross-Label. Anfang der 2000er wechselte Wonsey dann zum Label Sharp Nine; mit Eric Alexander und Nat Reeves spielte er das Album The Thang (Highnote, 2005) ein. Zusammen mit der Jazzsängerin Joanna Pascale veröffentlichte er 2010 auf Stiletto Records das Album Play the Great American Songbook.

Wonsey gehört zu Vincent Herrings Earth Jazz Agents. Er arbeitete außerdem mit Carmen Lundy, Russell Malone, Wynton Marsalis, Jim Rotondi, Adonis Rose und Scott Wendholt. 2019 gehörte er Dave Schumachers Formation Chicago 3 +2 an; 2023 legte er das Album Tangforce vor.